# Cava (restaurante)
O Cava (estilizada como CAVA), também designada por Cava Grill, é uma cadeia de restaurantes mediterrânicos de fast casual com estabelecimentos nos Estados Unidos. A Cava é propriedade do Cava Group, Inc. de capital aberto, que comprou a Zoës Kitchen em agosto de 2018.  A empresa combinada é a maior operadora de restaurantes na categoria mediterrânea na indústria de restaurantes dos Estados Unidos. A Cava também produz uma linha de molhos, pastas e molhos mediterrâneos que são vendidos em supermercados nos Estados Unidos. Em maio de 2023, todos os restaurantes Zoës Kitchen foram fechados ou substituídos por restaurantes Cava.

## História
Em 2006, os greco-americanos de primeira geração Ted Xenohristos, Ike Grigoropoulos e Dimitri Moshovitis lançaram o restaurante de serviço completo Cava Mezze em Rockville, Maryland, com Moshovitis como CEO. Em 2008, Xenohristos, Grigoropoulos e Moshovitis fizeram uma parceria com Geoff Maites e Kenny Maites para lançar uma linha de molhos e pastas, e aumentaram a linha de produtos em mais de 200 lojas, incluindo o Whole Foods Market.  Em 2009, Brett Schulman juntou-se a eles como CEO e cofundador da cadeia de fast casual Cava (originalmente chamada Cava Mezze Grill, mais tarde rebatizada como Cava Grill e depois simplesmente como Cava) Abriram o primeiro restaurante Cava em Bethesda, Maryland, em janeiro de 2011.
Em agosto de 2018, a Zoës foi adquirida pelo Cava Group, Inc. por US$ 300 milhões em valor total da empresa.
Em abril de 2021, o Cava Group concluiu uma rodada de financiamento da série F de US$ 190 milhões liderada pelo T. Rowe Price, elevando seu valor para quase US$ 1,3 bilhão. Desde 2015, a empresa arrecadou mais de US$ 640 milhões.
Em dezembro de 2022, o Grupo Cava reduziu significativamente o número de locais da Zoe's Kitchen. Em maio de 2023, todos os restaurantes Zoe's Kitchen haviam fechado e muitos haviam sido substituídos por restaurantes Cava.
Em 15 de junho de 2023, a Cava fez a sua estreia pública na NYSE sob o símbolo CAVA.

## Restaurantes e expansão
Em novembro de 2018, o Cava Group comprou o Zoës Kitchen, uma rede de restaurantes com mais de 250 locais, em um negócio de US$ 300 milhões, tornando a empresa privada e ajudando a Cava a se expandir ainda mais nos subúrbios. 
Em agosto de 2021, existiam 133 estabelecimentos Cava. Todos os restaurantes Cava são de propriedade da empresa e nenhum é franqueado. Em 2020, o Grupo Cava converteu sete de seus Zoës Kitchen locais para restaurantes da marca Cava, com planos de converter mais 50 em 2021.  Possui cozinhas digitais e fora do local adicionais dedicadas à preparação de alimentos para pedidos online.